# Zaviralci integraze
Zaviralci (ali inhibitorji) integraz so skupina protiretrovirusnih zdravil za zdravljenje okužbe z virusom HIV, ki se uporablja v kombinaciji z drugimi protiretrovirusnimi zdravili kot sestavina visokoaktivnemu protiretrovirusnega zdravljenja.

## Mehanizem delovanja
Integraza je virusni encim, ki predstavlja biološko tarčo te skupine zdravil, in je za razvoj zdravil proti virusu HIV zanimiv iz dveh vidikom: njegove osrednje vloge v življenjskem ciklusu virusa HIV-1 ter odsotnosti človeškega homologa tega encima. Integraza katalizira vstavitev provirusne DNK v gostiteljev genom. Ker gre za povsem drugo tarčo, kot jih izrabljajo preostala protiretrovirusna zdravila, je pri zaviralcih integraze pričakovati, da bodo učinkoviti tudi proti virusnim sevom, ki so odporni proti drugim protiretrovirusnim učinkovinam.

## Razvoj
Razvoj zaviralcev integraz je bil osredotočen zlasti na iskanje učinkovine, ki bi zavirala katalitsko mesto encima integraze. Razvoj se je začel z in vitro encimskimi preskusi, po več desetletjih pa so odkrili 3 različne učinkovine z izkazano klinično učinkovitostjo. Raltegravir je postal prvo odobreno zdravilo iz te skupine; ameriški Urad za prehrano in zdravila je zanj izdal dovoljenje za promet leta 2007. Elvitegravir je ameriški Urad za prehrano in zdravila (FDA) odobril za uporabo pri zdravljenju okužbe s HIV pri odraslih avgusta 2012 (kot sestavino enotabletne sheme zdravljenja), maja 2013 je sledila odobritev Evropske agencije za zdravila. Dolutegravir je dovoljenje za promet z zdravilom v ZDA prejel novembra 2013,  v EU pa  januarja 2016.